# Sonilóquio
O sonilóquio é a fala que ocorre durante o sono. É considerado um distúrbio do sono, benigno e muito freqüente na infância; e sua ocorrência diminui na idade adulta.
É um dos distúrbios do sono mais comuns entre as crianças, acontece quando ela, murmura ou grita durante o sono. Um pouco mais de 50% das pessoas já teve sonilóquios esporádicos, ao menos uma vez por ano. Sendo que só 10% delas apresentam sonilóquios com freqüência, pelo menos uma vez na semana.
Falar dormindo, cujo termo médico é sonilóquio, é uma parassonia que refere-se a falar alto ao dormir. Parassonias são categorias de desordens do sono que envolvem anormalidades que ocorrem ao dormir nos movimentos, comportamentos, emoções, percepções e sonhos.[carece de fontes?]
Sonilóquio (falar dormindo) pode ser bem alto, variando de sons simples até longos discursos, e pode ocorrer várias vezes durante o sono. Quem escuta pode ser capaz ou não de compreender o que a pessoa com sonilóquio está dizendo.[carece de fontes?]
Falar dormindo geralmente ocorre durante saídas transitórias do sono REM. Posteriormente, falar dormindo pode ocorrer no sono REM, e as palavras faladas no sono são ditas alto.[carece de fontes?]
Falar dormindo pode ocorrer por si mesmo ou ser conseqüência de outra desordem do sono como:[carece de fontes?]
- Distúrbio de comportamento no sono REM.

- Sonambulismo.
- Terror noturno.
- Transtornos alimentares relacionados ao sono.

Falar dormindo é muito comum e é relatado em 50% das crianças pequenas. A maioria dos casos de sonilóquio termina com a puberdade, mas ele pode persistir durante a vida adulta (em torno de 4% dos adultos falam durante o sono).[carece de fontes?]
Falar dormindo por si só é inofensivo, mas isso pode acordar outros e causar constrangimentos. Se o sonilóquio for dramático e emocional, isso pode ser sinal de outra desordem do sono.[carece de fontes?]